# Ново Село (Кукуш)
Ново Село или Новоселјани (грч. Ελευθεροχώρι, Елефтерохори) је насељено место у општини Кукуш у периферији Средишња Македонија, Грчка. Према попису из 2021. године било је 88 становника.
Према бугарском географу и историчару, Василу Канчову, у Новом Селу је 1900. године живело 125 Словена хришћана. Током Другог балканског рата село је страдало од грчке војске а становништво је протерано. Године 1924. насељене су грчке избегличке породице, којих је на попису из 1928. године било 184.